# 飯田哲也 (ミュージシャン)
飯田 哲也（いいだ てつや）は日本のギタリスト、ソングライター、編曲家、音楽プロデューサーである。
2013年からエレクトロユニットLo-Rexのメンバーとして活動を行っている。
得意とするロック、ロックなダンス・ミュージックをベースとしながらも、心に響くフックのあるメロディー作りを常に心懸けている。

## 略歴
2000年
- 8月、木村真悟（vo）、細井裕司（ba）、マーヤボール（ds）による前身バンドに、ギターとプログラミング担当で加入、ミクスチャー・ロック・バンド・ラウンドスケープ結成となる。

2002年
- 8月20日、ラウンドスケープとして、インディーズレーベル・Aja RECORDSより、アルバム「SUPER APE MOVEMENT」をリリース。

2003年
- 11月26日、ラウンドスケープ（作曲も担当）として、ビクターエンタテインメントより、シングル「Where is my dream?」（バンダイ“ハイパーヨーヨー”CMソング）でメジャー・デビュー。
- フジロックフェスティバル '03 "ROOKIE A GO-GO"新人オーディションステージに、1,000通以上の応募の中から投票を経て出演。
- リンキン・パーク "METEORA TOUR 2003"の大阪公演オープニングアクトを務める。

2004年
- 3月3日、ラウンドスケープとしての2ndシングル「Everything」リリース。
- 3月24日、ラウンドスケープとしての1stアルバム「MODERN CREATION」リリース。

2005年
- CO-GANIZM ORCHESTRAにギタリストとして加入。精力的にツアーを行い、全国のイベント、ロックフェスに参加。

2006年
- CO-GANIZM ORCHESTRAとしてのアルバム「Japaness han」をリリース。

2007年
- バンド活動休止後は活動の幅を広げ、都内クラブでのDJライブやバンドへの参加等を経て、他アーティストに楽曲提供等を行う作家としての活動を開始。

2008年
- 4月23日、w-inds.の24thシングル「アメあと」で作家デビュー。オリコン週間チャート初登場7位を獲得。12月には同曲で第50回日本レコード大賞優秀作品賞受賞。

## 提供作品
- w-inds.
  - 「アメあと」（2008年）作詞・作曲・共編曲
  - 「One Love」（2008年）共作詞・作曲・共編曲
  - 「TOKYO」（2008年）作曲・共編曲
  - 「LOVE」（2008年）作詞・作曲・共編曲
  - 「Rock it」（2008年）作詞
  - 「Stay」（2008年）共作詞・作曲
  - 「Summer Days」（2008年）作曲・共編曲
  - 「Color」（2008年）作詞・作曲・編曲

※w-inds.の7thアルバム『Seventh Ave.』は、飯田の作品が約半数を占める。
- 谷村奈南
  - 「忘れないよ〜song for you〜」（2008年）作詞・作曲・編曲
- ダイスケ
  - インディーズ「茜色ウィークエンド」（2010年）作曲・編曲
  - メジャー1stシングル「ボク☆ロケット」（2011年）共作曲
  - 2ndシングル「いつだって。」（2011年）共編曲
- yu-yu
  - 「君とずっと…」（2011年）作曲
  - 「空の五線譜」（2011年）作曲